# DuckTales – Neues aus Entenhausen/Episodenliste
Diese Episodenliste enthält alle Episoden der US-amerikanischen Zeichentrickserie DuckTales – Neues aus Entenhausen sortiert nach der US-amerikanischen Erstausstrahlung. Die Serie umfasst vier Staffeln mit 100 Episoden.

## Staffel 1
Die Erstausstrahlung der ersten Staffel war vom 18. September 1987 bis zum 1. Januar 1988 auf der US-amerikanischen Syndication zu sehen. Die ersten fünf Episoden wurden am 18. September 1987 als 2-stündiger Fernsehfilm unter dem Titel Ducktales: Treasure of the Golden Suns ausgestrahlt. Die Erstausstrahlung der einzelnen Episoden erfolgte vom 9. bis zum 13. November 1987.
Die deutschsprachige Erstausstrahlung sendete das Erste Deutsche Fernsehen vom 8. April 1989 bis zum 25. August 1990.
| Nr. (ges.) | Nr. (St.) | Deutscher Titel                                                  | Originaltitel                                                   | Zusammenfassung | Erstausstrahlung USA | Deutschsprachige Erstausstrahlung (D) | Ep.-Nr. dt. |
| ---------- | --------- | ---------------------------------------------------------------- | --------------------------------------------------------------- | --- | -------------------- | ------------------------------------- | ----------- |
| 1          | 1         | Das geheimnisvolle Schiff (DuckTales auf Schatzsuche, Teil 1)    | Don’t Give up the Ship (Treasure of the Golden Suns, Part 1)    | Donald Duck schließt sich der Marine an und lässt Tick, Trick und Track bei ihrem Onkel Dagobert leben. Inzwischen befreit ein mysteriöser Mann namens El Capitan die Panzerknacker aus dem Gefängnis, die ihm helfen sollen, eine alte Schatzkarte (auf einem alten Holzschiff) in Dagoberts Besitz zu stehlen. Der Plan der Panzerknacker misslingt ihnen in Dagoberts Schokoladenfabrik, doch der El Capitan ist noch auf freiem Fuß. | 18. Sep. 1987        | 8. Apr. 1989                          | 1           |
| 2          | 2         | Die Schatzsuche (DuckTales auf Schatzsuche, Teil 2)              | Wronguay in Ronguay (Treasure of the Golden Suns, Part 2)       | Dagobert und seine Neffen fliegen nach Südamerika (FixlyFoxly), nachdem Moneysack Dagoberts Schokoladenfabrik gekauft und eine Wette mit Dagobert abgeschlossen hat („Wer das meiste Geld in 2 Wochen macht gewinnt“) und finden vor Moneysack und El Capitan den verlorenen Schatz in einem gesunkenen Schiff. Beide überfallen Dagobert, doch nachdem Moneysack aus Überheblichkeit eine Münze aus dem Tal der goldenen Sonnen Dagobert übergibt, rastet El Capitan aus. Das Schiff sinkt und Dagobert gewinnt durch die zugeworfene Münze die Wette, doch der El Capitan lebt. | 18. Sep. 1987        | 15. Apr. 1989                         | 2           |
| 3          | 3         | Der goldene Kondor (DuckTales auf Schatzsuche, Teil 3)           | Three Ducks of the Condor (Treasure of the Golden Suns, Part 3) | Frieda wird Gouvernante der Jungs und zieht mit ihrer Enkelin Nicky bei Dagobert ein. Quack fliegt Dagobert und Donald hoch in die Anden zu Joaquin Slowly und seinem Andenvolk. Nachdem Dagobert seine Münze für einen Teil der Schatzkarte zum Tal der goldenen Sonne eintauscht, greift das Volk sie an, mit Mühe gelingt es ihnen das Volk abzuschütteln. Dagobert macht sich mit einem Gummifloß auf die Suche nach der anderen Hälfte der Karte. | 18. Sep. 1987        | 22. Apr. 1989                         | 3           |
| 4          | 4         | Im ewigen Eis (DuckTales auf Schatzsuche, Teil 4)                | Cold Ducks (Treasure of the Golden Suns, Part 4)                | Quack, Tick, Trick und Track, Nicky und Frieda gelangen in die Antarktis, um Dagobert wiederzufinden. Durch eine Signalpistole werden die Jungs von den Frauen getrennt. Ein Pinguinmädchen führt Frieda zu den gefangenen Jungs und mithilfe einer Stimmgabel können sie befreit werden. Pinguine sowie ein Wollwalross sind ihnen auf der Spur. Quack rettet sie und das Pinguinmädchen gibt Dagobert als Dank eine Kopie der ganzen Karte, welche im Museum der Pinguine ausgestellt wurde. | 18. Sep. 1987        | 29. Apr. 1989                         | 4           |
| 5          | 5         | Das Tal der goldenen Sonne (DuckTales auf Schatzsuche, Teil 5)   | Too Much of a Gold Thing (Treasure of the Golden Suns, Part 5)  | Dagobert, die Kinder und Frieda gelangen ins Tal der goldenen Sonnen. Doch Dagobert ist dem „Goldfieber“ befallen und vergisst jegliche Gefahr im Turm des Goldes. El Capitan und Dagobert kämpfen um das Gold, während durch das Öffnen der Räume mit Goldstaub, Goldmünzen und Goldbarren eine Falle ausgelöst wird. Der Turm schmilzt und bricht in sich zusammen, wobei das ganze Gold verschüttet wird. El Capitan versucht das Gold auszugraben, während Dagobert mit den anderen nach Hause fliegt (der Flieger ist mit Gold überzogen, nachdem eine Fontäne den Flieger traf). | 18. Sep. 1987        | 6. Mai 1989                           | 5           |
| 6          | 6         | Gundels Gaukelei                                                 | Send in the Clones                                              | Gundel befreit die Panzerknacker und verwandelt sie in Tick, Trick und Track, sich selbst in Frieda und erlangt so den Glückskreuzer Dagoberts. Doch in ihrem Versteck kommt es zum Kampf mithilfe ihrer Zaubertränke. Letztlich erhält Dagobert seinen Glückskreuzer mit einem Trick wieder. | 21. Sep. 1987        | 30. Sep. 1989                         | 25          |
| 7          | 7         | Mein Gott Donald                                                 | Sphinx for the Memories                                         | Donald hat Urlaub von der Marine und wird in Ägypten prompt als „der Auserwählte“ erkannt und entführt. Im Tempel, der seinem Gesicht gleicht wird er verherrlicht, der Hohepriester jedoch erweckt eine Mumie zum Leben, um Donald zu vernichten. Bei einer nächtlichen Zeremonie, bei der der Geist des verstorbenen Herrschers in Donalds Körper fährt, so dass er für alle Zeit das Volk regiert, vergisst Donald aber nicht sein ganzes Wesen. Zurück auf dem Throne wird das Ritual rückgängig gemacht und Donald kann zurück zur Marine. | 22. Sep. 1987        | 27. Jan. 1990                         | 39          |
| 8          | 8         | Ein Star in den Sternen                                          | Where No Duck Has Gone Before                                   | Major ist der Held einer Fernsehserie. Dagobert erwirbt die Duckburg Studios und will die Sendung von Grund auf verändern. Er lässt ein echtes Raumschiff bauen und prompt fliegen Quack, Major und die Kinder ins All. Dort wird Quack zum wahren Helden und Major degradiert. | 23. Sep. 1987        | 2. Dez. 1989                          | 33          |
| 9          | 9         | Armstrong macht’s möglich                                        | Armstrong                                                       | Daniel Düsentrieb hat einen Roboter erfunden, der die Arbeiten von Johann und Quack effektiver verrichtet. Quack verliert das Flugrennen gegen die Maschine und der Roboter wird in Umlauf gebracht. Jedoch entwickelt der Roboter ein eigenes Böses Ich und nimmt Düsentrieb und Dagobert gefangen. Quack und den Kindern gelingt es den Roboter mit Wasser auszuschalten. | 24. Sep. 1987        | 19. Aug. 1989                         | 19          |
| 10         | 10        | Terror der Technik                                               | Robot Robbers                                                   | Dagobert erfährt, dass Mac Moneysack durch eine neue, riesigere, Generation von Robotern seine neue Bank schneller bauen kann, als er selbst. Doch die Panzerknacker übernehmen die Roboter und versuchen Dagoberts Geldspeicher zu plündern. Durch Überladung werden zunächst drei Roboter ausgeschaltet, eh der letzte mit Schnellbinderzement aufgehalten werden kann. | 25. Sep. 1987        | 9. Dez. 1989                          | 34          |
| 11         | 11        | Schattenspiele                                                   | Magica’s Shadow War                                             | Um an Dagoberts Glückskreuzer zu gelangen, befreit Gundel ihren Schatten, welcher nun Gegenstände stehlen kann. Doch der Schatten wird immer mächtiger und weigert sich wieder der Knecht Gundels zu werden. Sie wendet sich an Dagobert und kann nur gemeinsam mit ihm die Schattenwesen besiegen. | 28. Sep. 1987        | 16. Dez. 1989                         | 35          |
| 12         | 12        | Die Wunderlampe                                                  | Master of the Djinni                                            | Dagobert und Mac Moneysack finden die Höhle Aladins und dessen Wunderlampe. Der Dschinn erkennt seinen neuen Meister nur an, wenn dieser sich in einem Rennen beweist. Doch der Dschinn zaubert Dagobert und Moneysack in die Zeit von Scheherazade. Schließlich gewinnt Mac Moneysack das Rennen, vergeudet aber die drei Wünsche und wünscht sich „das alles sei niemals geschehen“. | 29. Sep. 1987        | 22. Juli 1989                         | 15          |
| 13         | 13        | Der unsichtbare Gast                                             | Hotel Strangeduck                                               | Dagobert erwirbt ein Hotel und lässt die ersten Gäste ein. Doch der unsichtbare Gast wird als Ludwig von Strangeduck gehandelt und treibt sein Unwesen. Es stellt sich jedoch heraus, dass dies nur Bernadino, der Gehilfe Ludwigs war und an das „unsichtbar mache“ Spray kam. | 30. Sep. 1987        | 21. Okt. 1989                         | 27          |
| 14         | 14        | Die Schneefrau                                                   | Lost Crown of Genghis Khan                                      | Ein Wettrennen um den „Forscher des Jahres“ zum Schattenpass um die Krone des Dschingis Khan zu finden, entbrennt. Zwei Konkurrenten wurden ausgeschaltet und ein erbitterter Zweikampf entbrennt zwischen Dagobert und seinem Widersacher Sir Guy. Nicky wird unterdessen von einer Schneefrau entführt, doch diese verliebt sich in Quack, wodurch sie zahm wird. Letztlich stiehlt Sir Guy die Krone und siegt, wird aber schlussendlich von der Schneefrau verfolgt. | 1. Okt. 1987         | 8. Juli 1989                          | 13          |
| 15         | 15        | Ente In Orange                                                   | Duckman of Aquatraz                                             | Dagobert wird verhaftet und kommt nach Aquatraz (Alcatraz), nachdem er beschuldigt wird ein wertvolles Bild „Ente in Orange“ von Pablo Piquacko (Anspielung auf Pablo Picasso) aus der Galerie Mac Moneysacks gestohlen zu haben. Er wird mit Mad Dog inhaftiert und beide fliehen aus der Haft. Nachdem beide gefasst werden, wird Dagobert freigesprochen, da Mac Moneysack (verkleidet) sein eigenes Bild gestohlen hatte, um Dagobert ins Gefängnis zu bringen. | 2. Okt. 1987         | 4. Nov. 1989                          | 29          |
| 16         | 16        | Die Panzerknacker                                                | The Money Vanishes                                              | Die Panzerknacker nutzen Daniel Düsentriebs neueste Erfindung und beamen Dagoberts Geld in ihr Versteck. Doch Tick, Trick und Track beamen die Panzerknacker zurück ins Gefängnis und Dagoberts Geld zurück in den Geldspeicher. | 5. Okt. 1987         | 1. Juli 1989                          | 12          |
| 17         | 17        | Die Zeitwanne                                                    | Sir Gyro de Gearloose                                           | Daniel Düsentrieb ist es Leid nur ein „Gerätetüftler“ abfällig stigmatisiert zu werden. Mit der Zeitwanne gelangt er nach Quackelod (Camelot) zur Zeit König Artus und wird für sein Gerätehandwerk gewürdigt. Er will ewig hier leben und Ritter werden. Nach einem Angriff von der gegnerischen Burg besiegt Daniel zusammen mit dem Zauberer des Hofes mithilfe eines riesigen Magneten die Gegner und reist zurück nach Entenhausen. | 6. Okt. 1987         | 26. Aug. 1989                         | 20          |
| 18         | 18        | Die Verlorene Welt                                               | Dinosaur Ducks                                                  | Quack misslingt der Versuch einen Tölpel für Dagoberts Zoo zu holen. Da Quack dadurch jedoch die „verlorene Welt“ gefunden hat, bringt Dagobert seine Besucher zur „Dino-Safari“. Die Folge basiert lose auf dem Roman Die vergessene Welt von Arthur Conan Doyle. | 7. Okt. 1987         | 24. Juni 1989                         | 11          |
| 19         | 19        | Ein Held zum Anfassen                                            | Hero for Hire                                                   | Quack zerstört Dagoberts neue Bank und wird prompt gefeuert. Auf der Suche nach neuer Arbeit wird er von den Panzerknackern ausgenutzt, die sich als Spielzwerg (Steven Spielberg) ausgeben. Er raubt so unbewusst Banken aus, erst als Dagobert seinen Fehler einsieht, wendet sich alles zum guten. | 8. Okt. 1987         | 12. Aug. 1989                         | 18          |
| 20         | 20        | Superdoof                                                        | Superdoo!                                                       | Doofy findet den Energiekristall von Außerirdischen und bekommt übersinnliche Kräfte. Dadurch erhält er einen Orden nach dem anderen bei den Fieselschweiflingen. Er rettet Quack und die anderen vor Feuer und Wasser. Erkennt jedoch, dass er die Kräfte nicht braucht, da er immer mehr Freunde verliert und er wirft ihn fort. | 9. Okt. 1987         | 14. Okt. 1989                         | 26          |
| 21         | 21        | Die Wikinger kommen                                              | Maid of the Myth                                                | Wikinger überfallen Entenhausen und nehmen die als Opernsängerin verkleidete Frida mit, welche sie Brünhild nennen. Dagobert folgt ihnen an Grönlands Küste und es kommt zum Zweikampf im Wagenrennen. Da Quack einen Trank erhält, welcher seine Stimme versiegen lässt, tritt Frieda selbst an. Frieda siegt gegen Thor, auch mit der Hilfe der Walküre Schwanenweiß in Walhall. | 12. Okt. 1987        | 5. Aug. 1989                          | 17          |
| 22         | 22        | Arme reiche Ente                                                 | Down and Out in Duckburg                                        | Dagoberts Hochmut wird ihm zum Verhängnis, als ihm das Wiesel Swetla Oweh unterbreitet, dass Dagoberts Vorfahre es nicht gelang das Schiff, die goldene Gans, mit den Murmeln des Oweh sicher zum Kap der letzten Hoffnung zu bringen. Somit gehört alles was der Vorfahre besaß nun Oweh. Da Dagobert die goldenen Taschenuhr am Klondike eintauschte und so sein Vermögen schürfte, gehört nun alles Vermögen Oweh. Dagobert taucht nach den Murmeln, findet sie und lässt Oweh eine neue Vereinbarung unterschreiben, mit der Dagobert sein Vermögen wieder erhält. | 13. Okt. 1987        | 17. März 1990                         | 46          |
| 23         | 23        | Viel Lärm um Nichts                                              | Much Ado about Scrooge                                          | Dagobert erhält wieder einmal viel Plunder durch F. Schwatzihmauf, doch dabei ist auch ein Hinweis von dem verschollenen ersten Stück William Quarcksbear (William Shakespeare). Dagobert und seine Großneffen gelangen auf eine Insel mit den Figuren aus Shakespears Stücken wie die Hexen aus Macbeth und Julius Caesar. Das verschollene Stück lautet „Der alte Mac Duck“, doch es wird weiter verwahrt, da es sich um ein schlechtes Stück handelt. Dagobert kauft die Insel und die Schauspieler und macht daraus ein Geschäft. | 14. Okt. 1987        | 18. Nov. 1989                         | 31          |
| 24         | 24        | Der Stolz der Familie                                            | Top Duck                                                        | Quacks Familie kommt zu dem Jungfernflug von Dagoberts neuer Flugmaschine, die Quack steuert. Quack will seiner Familie zeigen, dass er nicht nur bruchlanden kann und ihm gelingt mithilfe seiner Familie und Benzino die Panzerknacker zurück ins Gefängnis zu bringen. Die Eltern sagen Quack wie stolz sie auf ihn sind. | 15. Okt. 1987        | 25. Nov. 1989                         | 32          |
| 25         | 25        | Die Perle der Weisheit                                           | Pearl of Wisdom                                                 | Pete (Kater Karlo) stiehlt von der Bananeninsel die Perle der Weisheit und verkauft sie (in Verkleidung) Dagobert Duck. Doch Pete bereut den Verkauf und sieht wie Nicky die Perle statt einer Murmel nimmt. Dagobert und Pete erkennen, durch die Weisheit, das die Perle zurückgehört. Dagobert kauft die Bananen von der Insel ab. | 16. Okt. 1987        | 15. Juli 1989                         | 14          |
| 26         | 26        | Das Geisterschloss                                               | The Curse of Castle McDuck                                      | Dagobert zeigt den Kindern seine alte Heimat, Schottland u. a. auch das Schloss der McDucks, welches von seinem Ur-Ur Großvater Silas McDuck erbaut wurde. Hier soll ein riesiger Geisterhund aufgrund eines Druidenfluches spuken, welcher nun durch den Diebstahl von Dagoberts Zylinder, auf diesen gehetzt wird. Um Baukosten zu sparen, hatte Silas das Schloss auf dem Steinkreis der Druiden erbaut, woraufhin diese die McDucks verjagten. Dagobert macht aus dem Schloss eine Touristenattraktion, um an Geld zu kommen und Nachts können die Druiden in die dem Schloss ihr Ritual abhalten. | 19. Okt. 1987        | 23. Sep. 1989                         | 24          |
| 27         | 27        | Quack zieht in den Krieg                                         | Launchpad’s Civil War                                           | General Rhababerquack war ein Vorfahre von Quack und so spielt Quack diesen Vorfahren in einem Spiel um den Sezessionskrieg in den Entenbergen. Dabei verlor Quacks Vorfahre, da er seinen Säbel nicht zog, sondern nur den Griff in der Hand hielt, obwohl sie die gegnerischen Truppen von weitem sahen. Quack findet alte Soldaten seines Vorfahrens in einer Höhle. Nachdem die Flagge der Konföderierten Staaten von Amerika gehisst wurde, siegen schließlich Quack und die alten Kameraden, obwohl es beim Vorfahren anders war. | 20. Okt. 1987        | 28. Okt. 1989                         | 28          |
| 28         | 28        | Der Jungbrunnen                                                  | Sweet Duck of Youth                                             | Nachdem Dagobert zum Geburtstag einen Schaukelstuhl erhalten hat, macht er sich auf zum legendären Jungbrunnen in den Okiwadoki-Sümpfen. Dort wird er von einem verkleideten Konquistadoren gefangen. Gemeinsam finden sie den Jungbrunnen, jedoch macht er nur das Spiegelbild jung. | 21. Okt. 1987        | 27. Mai 1989                          | 8           |
| 29         | 29        | Das Erdbeben                                                     | Earth Quack                                                     | Daniel hilft Dagobert bei einem Erdbebensicheren Geldspeicher. Doch Dagoberts Güterlore gerät zu den Erdfermianern, welche ihre „Großen Spiele“ abhalten und dadurch Erdbeben verursachen. Erst als diese sich nach Kalifermien aufmachen, ist Dagoberts Geldspeicher wieder sicher. | 22. Okt. 1987        | 20. Mai 1989                          | 7           |
| 30         | 30        | Auf Odysseus’ Spuren                                             | Home Sweet Homer                                                | Dagobert entdeckt auf Donalds geschickten Fotos den Koloss von Entennopolis (Koloss von Rhodos) nahe Ithaquack (Ithaka), er und die Kinder werden prompt auf das Schiff von Homer, durch einen misslungenen Zauberspruch von Kirke, in die Vergangenheit katapultiert. Zwar gelingt es ihnen den Sirenen und einer Seeschlange zu entkommen, doch Dagobert, Homer und dessen Geliebte Ariel werden in Schweine verwandelt. Mithilfe der Kinder, können der Spruch rückgängig, Kirke selbst in ein Schwein verwandelt werden und alle wieder in ihre Zeit zurück gelangen. Es basiert auf der Odyssee, wobei z. B. König Blasebalg hier Aiolos und das Monster Igitt-Igitt und der Strudel Skylla und Charybdis darstellen sollen.                                                    | 23. Okt. 1987        | 11. Nov. 1989                         | 30          |
| 31         | 31        | Das Bermuda-Dreieck                                              | Bermuda Triangle Tangle                                         | Dagobert findet sein verschollenes Schiff im berüchtigten Bermuda-Dreieck, in einem Gestrüpp aus Seetang gefangen. Der dortige Chef, Bounty (siehe: Meuterei auf der Bounty), versucht seine Mannschaft dort festzuhalten. Nachdem ein Seeungeheuer auftauchte, beschließt Dagobert endgültig mit allen Männern zu fliehen. Dagobert gelingt es in einem Hafen zu ankern, doch Bounty und das Seeungeheuer ertragen die Menschen und das Sonnenlicht nicht und kehren zurück. | 26. Okt. 1987        | 9. Sep. 1989                          | 22          |
| 32         | 32        | Die Invasion                                                     | Microducks from Outer Space                                     | Mit der neuen Antenne empfängt Daniel Kontakt mit außerirdischem Leben. Die Mikroenten wollen den ganzen Weizen von Dagobert kaufen und landen im Geldspeicher, wo der Handel stattfindet. Jedoch haben sie ihre Vergrößerungsmaschine vergessen und Dagobert will sie einsetzen, dabei schrumpfen jedoch Nicky, die Kinder und er. Gefahren wie Johann beim Staubsaugen, Schweben an einer Pusteblume, Abwasserkanäle, Ratten und Spinnen begegnen ihnen auf dem Weg zu Daniel. Die Mikroenten sind wegen ihrer Maschine zurückgekommen und vergrößern die Ducks wieder. | 27. Okt. 1987        | 3. Juni 1989                          | 9           |
| 33         | 33        | Im Goldrausch                                                    | Back to the Klondike                                            | Dagobert kehrt an den Klondike zurück und findet dort seine einzige (gealterte) Liebe Glitzer Goldie wieder. Hier hat er während des Klondike-Goldrausches geschürft und wurde von Schnurrbart Danny hintergangen, während er glaubte, dass es Goldie gewesen wäre. Er vermacht ihr seinen Claim am Bach des weißen Todes. | 28. Okt. 1987        | 13. Mai 1989                          | 6           |
| 34         | 34        | Mylady                                                           | Horse Scents                                                    | Beim diesjährigen Kenducky Derby (Kentucky Derby) treten Dagoberts und Mac Moneysacks Pferd gegeneinander an. Außerdem soll „Mylady“ antreten, um die Schulden zu bezahlen. Sie ist aber kein typisches Rennpferd und wird erst durch das Trompeten von Frieda angestachelt. Da ihr Vorfahre ein Kavallerie-Pferd war, schafft sie es bis kurz vor die Ziellinie, dort jedoch stoppt es für das Erinnerungsfoto. Dagobert nutzt dieses nun. | 29. Okt. 1987        | 16. Sep. 1989                         | 23          |
| 35         | 35        | Die Lemminge                                                     | Scrooge’s Pet                                                   | Die Kinder bringen Dagobert ein Haustier. Es ist der Lemming „Glückspilz“, welcher sogleich das Medaillon mit der neuen Geldspeicher-Kombination stiehlt. Der Lemming flieht auf das gerade ablegende Schiff seines alten Besitzers, welches geradewegs nach Norwegen segelt. Das Phänomen des „Massenselbstmords“ der Lemminge lässt Dagobert verzweifeln, erst als er den aufgestellten Käse untersucht, purzeln Medaillon und Glückspilz heraus. Als Haustier bekommt Dagobert von den Kindern nun einen Goldfisch. | 30. Okt. 1987        | 10. Juni 1989                         | 10          |
| 36         | 36        | Der schiefe Turm von Peseta (Auf die Knete, fertig, los! Teil 1) | A Drain in the Economy (Catch as Cash Can, Part 1)              | Der Maharadscha Kirschke von Makaronien besitzt Glühwürmchen-Früchte, welche er an die reichste Ente der Welt verkaufen will. Der Wettstreit zwischen Dagobert und Mac Moneysack beginnt, wobei Moneysack den Angriff der gesamten Panzerknacker-Sippe auf Dagoberts Geldspeicher befehlt. Trotz seiner Kanone „Bertha“ (siehe: Dicke Bertha), versinkt nach dem Angriff Dagoberts gesamtes Geld in die Kanalisation. Die Panzerknacker pumpen es in ein Gebäude, das Karlchen nun als den „schiefen Turm von Peseta“ (siehe: schiefer Turm von Pisa) bezeichnet. Dagobert kauft das Gebäude und somit sein Vermögen zurück. | 2. Nov. 1987         | 13. Jan. 1990                         | 37          |
| 37         | 37        | Der Riesenhai (Auf die Knete, fertig, los! Teil 2)               | A Whale of a Bad Time (Catch as Cash Can, Part 2)               | Dagobert versteckt seinen Geldtransport in den Eistransportern, die zum Hafen fahren. Jedoch werden sowohl die erste, als auch die zweite Ladung mit diesem besonderen „Eis“ von dem gestohlenen U-Boot der Marine, in Form eines Wales („Moby“, siehe: Moby Dick) verschluckt. Dr. Horatio Bluebottle, der Erfinder des U-Bootes, der in die Fußstapfen von Enrico Fermi und Albert Einstein treten möchte, hat sein eigenes U-Boot von der Marine gestohlen, um Moneysack zu helfen. Donald und Dagobert gelingt es Bluebottle zu besiegen, wobei Dagobert den Hebel zieht und sein ganzes Vermögen in den Marinaragraben (Marianengraben) stürzt. Eine weitere Anspielung ist auf Martina Navrátilová zu entdecken.                                                               | 3. Nov. 1987         | 20. Jan. 1990                         | 38          |
| 38         | 38        | Die versunkene Stadt (Auf die Knete, fertig, los! Teil 3)        | Aqua Ducks (Catch as Cash Can, Part 3)                          | Quack, Doofy und Daniel sollen Dagobert helfen sein Vermögen aus dem Marinaragraben wieder zu holen. Sie finden jedoch nur wenige Taler, da die Bewohner der Meere, das für sie nutzlose Geld auf ihrem Schrottplatz haben. Dagobert findet hier Atlantis wieder und kann mithilfe Daniels vulkanischen Kautschuks und dem Kalziumkarbonat der Korallen seinen ganzen Schatz heben. Es wird die Meeresverschmutzung angeprangert. Außerdem nennt sich Dagobert hier einen Megaquack-Trillionär. | 4. Nov. 1987         | 3. Feb. 1990                          | 40          |
| 39         | 39        | Wer wiegt, gewinnt (Auf die Knete, fertig, los! Teil 4)          | Working for Scales (Catch as Cash Can, Part 4)                  | Versteckt in einer Wolkenmaschine gelangt die Insel Atlantis mit Dagoberts Vermögen nach Makaronien. Doch Trick, Tick und Track suchen den Schatz von Atlantis, um Dagobert zu helfen, vernachlässigen dadurch aber die Wolkenmaschine und die Panzerknacker greifen nun mit Düsenjägern an. Es gelingt ihnen die Insel vom Kurs abzubringen, aber schließlich finden die Kinder den Schatz von Atlantis und durch die Hilfe kann Mac Moneysacks Gaunerrei (er hat Bleibarren in seinem Vermögen versteckt) aufgedeckt werden und Dagobert siegt. „Wer wiegt gewinnt“ ist ein Anspielung auf das Sprichwort „Wer wagt gewinnt“. | 5. Nov. 1987         | 17. Feb. 1990                         | 42          |
| 40         | 40        | Der Schlangenfraß                                                | Merit-Time Adventure                                            | Dagoberts Schiffsladung sowie der Kapitän werden von einer Seeschlange gefressen. Es stellt sich heraus, dass die Seeschlange nichts weiteres als ein Baukran in Verkleidung ist und der Kapitän Quackerbill absichtlich gefressen werden wollte, um an Geld zu kommen. Dagobert schafft es sie verhaften zu lassen. | 6. Nov. 1987         | 2. Sep. 1989                          | 21          |
| 41         | 41        | Das Goldene Vlies                                                | The Golden Fleecing                                             | Dagobert schnappt sich das goldene Vlies vor den Harpyien. Doch nachdem er dem Drachen das goldene Vlies auf die Augen gelegt hat, erkennt er seine Gier und verschwindet ohne Vlies. | 16. Nov. 1987        | 10. März 1990                         | 45          |
| 42         | 42        | Die verzauberte Stadt                                            | Ducks of the West                                               | Dagoberts Ölgesellschaft ist das Öl ausgegangen, kurzerhand fährt Dagobert mit den Kindern zu seinen Ölfeldern nach Texas. Die Kinder gelangen in eine Geisterstadt und treffen auf Billy the Duck (Billy the Kid), während Dagobert sein ganzes Vermögen in einem Wettbewerb gegen Jay A verspielt. Nachdem der Cowboy Texi Maxxi aufgeflogen und seine Pipeline geschlossen wurde, die Dagoberts Pipeline anzapfte, erhält Dagobert sein Vermögen wieder. | 17. Nov. 1987        | 23. Dez. 1989                         | 36          |
| 43         | 43        | Als die Zeit stillstand                                          | Time Teasers                                                    | Die Kinder stehlen den Zeitknacker von Daniel. Hiermit haben sie die Möglichkeit die Zeit anzuhalten und nutzen es um Inventur bei Dagobert zu machen und das Baseball-Spiel der Wildenten zu manipulieren. Doch die Panzerknacker nehmen sich den Zeitknacker und zerstören ihn. Dagobert muss seinem Geld und den Panzerknackern ins Jahr 1687 folgen. Seeräuber unter dem Kapitän Kater Karlo nehmen alle gefangen. Die Panzerknacker lenken alle ab u. a. mit dem Song „I Want A Girl (Just Like The Girl That Married Dear Old Dad)“ und steigen dann aufs Schiff und alle können in die eigentliche Zeit fliehen. | 18. Nov. 1987        | 10. Feb. 1990                         | 41          |
| 44         | 44        | Ufos über Australien                                             | Back out in the Outback                                         | Dagobert fliegt mit seiner Familie ins australische Hinterland (Outback) auf seine Ranch, da seine Heidschnucken von UFOS geschoren wurden. Nicky folgt einem kleinen Känguru und hierdurch finden sie heraus, dass die Ufos eigentlich ferngesteuerte Bumerangs sind und der Ranchverwalter Duke den Verkauf von Dagoberts Ranch erzwingen wollte, da er Opal-Minen auf dem Gut fand. | 19. Nov. 1987        | 24. Feb. 1990                         | 43          |
| 45         | 45        | Die Harfe von Troja                                              | Raiders of the Lost Harp                                        | Dagobert findet das legendäre Troja und dort den goldenen Streitwagen des Achilles, die goldenen Pfeile des Hektors, das trojanische Pferd und eine Harfe. Die Harfe von Troja gehört einst Helena und wurde dadurch zur schönsten Frau der Welt. Dagobert nimmt die Harfe nach Entenhausen mit, doch auch Gundel Gaukelei und der Wächter der Harfe, der Minotaurus, wollen die Harfe bekommen. Die Harfe findet heraus, wer lügt und Dagobert will dies nutzen. Doch nach der Evakuierung der Stadt und dem Minotaurus Angriff, gibt er die Harfe zurück. Bereits 1947 in Fröhlich, Frei, Spaß dabei müssen die Disney Helden (hier: Donald, Micky, Goofy) ein Abenteuer mit einer Harfe überstehen.                                                                               | 20. Nov. 1987        | 3. März 1990                          | 44          |
| 46         | 46        | Glatte Bruchlandung                                              | The Right Duck                                                  | Die Entenhausener DASA (NASA) sucht einen Piloten und Quack bewirbt sich, doch es handelt sich um einen Idiotentest. Quack tritt gegen den Affen Ronnie an (siehe: Ham (Schimpanse)) und landet allein auf dem Mars, kann dort aber fliehen und wird von Dagobert wieder eingestellt. | 23. Nov. 1987        | 24. März 1990                         | 47          |
| 47         | 47        | Der Märchenprinz                                                 | Scroogerello                                                    | Dagoberts Fieberträume bringen ihn in die Märchenwelt. Als Dagoputtel trifft er auf seine drei Stiefbrüder (die Panzerknacker), alles Anspielungen auf Aschenputtel. Daniel ist der König des Landes und seine Tochter die Prinzessin (Glitzer Goldie). Dagoberts Feen sind Frieda und Nicky-Fee, sie zaubert ihm goldene Kleider und eine Kekskutsche, ähnlich wie in Disneys Cinderella (dort war es eine Kürbiskutsche). Quack ist Liliquack und ein Frosch (Anspielungen auf Otto Lilienthal und den Froschkönig). Goldie lässt einen Seidenstumpf aus dem Turm wehen, ähnlich wie den Haaren in Rapunzel. Durch den goldenen Zauber-Zylinder (bei Aschenputtel war es der Schuh) fand Goldie ihren Prinzen, wurde jedoch dann entführt und Dagobert erwacht ohne Fieber wieder. | 24. Nov. 1987        | 31. März 1990                         | 48          |
| 48         | 48        | Ein Bruchpilot spielt 007                                        | Double-o-Duck                                                   | Quack trifft seinen Doppelgänger Bruno, der Geheimagent ist, im Büro von Ganter Hoover (nach J. Edgar Hoover). Quack wird nun auch Geheimagent und „00Duck“ (James Bond 007) genannt und von u. a. Daniel mit neuen Geräten ausgestattet. Er muss nach Neu-Delhi reisen, um dort Feder Galore (Pussy Galore aus James Bond 007 – Goldfinger) zu treffen. Zurück in Frankreich verkleidet er sich als saurer Gurken Verkäufer, findet einen Geheimgang und trifft auf „Gar Nicht gut“ (Dr. No Good- siehe James Bond – 007 jagt Dr. No). Diesen kann er in eine ätzende Flüssigkeit katapultieren, hört dann aber als Geheimagent auf und arbeitet lieber weiter für Herrn Duck. | 25. Nov. 1987        | 7. Apr. 1990                          | 49          |
| 49         | 49        | Verwirrung bei den irritierten Iren                              | Luck o’ the Ducks                                               | In einer Ladung Flachsfaser aus Irland findet Dagobert den Kobold Van Derek. Dieser muss Dagobert einen Wunsch erfüllen, da dieser ihn gerettet hat. Sie fliegen zur Smaragdinsel (Irland). Dort gibt sich der Kobold als ein Freund des Königs aus, die alle kleine Kobolde sind und an die Liliputaner aus Gullivers Reisen erinnern, insbesondere als Dagobert und die anderen von ihnen gefesselt in eine Schlangengrube geworfen werden sollen. Zwar hetzt der Kobold den Dullahan und eine Banshee auf Dagobert, doch durch Nickys eingreifen bekommt Dagobert dennoch den Schatz der Kobolde und der Kobold van Derek bleibt ein Jahr in der Villa der Ducks. | 26. Nov. 1987        | 28. Apr. 1990                         | 52          |
| 50         | 50        | Grüne Woche wider Willen                                         | Duckworth’s Revolt                                              | Johann wird aus einem trivialen Grund gekündigt. Er setzt sich auf eine Bank und wartet mit den Kindern auf den Bus. Doch Außerirdische entführen sie und sie müssen für Brokkoli und Zwiebelwesen arbeiten. Die Kinder sehen in Johann einen Feigling, der durch Mut und Tatenkraft die Kinder, die anderen Gefangenen und sich befreit. Johann wird dann wieder eingestellt. | 27. Nov. 1987        | 5. Mai 1990                           | 53          |
| 51         | 51        | Falsche Spiele / Nimm Mich Mit Zum Baseball                      | Magica’s Magic Mirror / Take Me out of the Ballgame             | Gundel in Verkleidung übergibt Dagobert einen Zauberspiegel, welcher in die Zukunft sehen kann. Doch sie hat alle Vorhersagen, wie den Absturz Quacks durch den Schornstein, selbst produziert, um an Dagoberts Glückskreuzer zu kommen. Der Versuch misslingt. Beim Baseball-Spiel Fähnlein Fieselschweif gegen die Panzerknacker-Gören wird Quack von Johann ersetzt, der sich erst spät mit den Spielregeln auseinandersetzt. Schließlich gewinnen sie aber doch. | 30. Nov. 1987        | 29. Juli 1989                         | 16          |
| 52         | 52        | Geschäfts-Geist                                                  | Duck to the Future                                              | Dagobert berät seine Neffen, wie sie mehr Profit im Limonadenverkauf erwirtschaften können. Dann trifft Dagobert auf Gundel in Verkleidung, welche ihn mithilfe ihrer Zeitenuhr in die Zukunft befördert. Hier herrscht das Gaukelei-Geschäftsimperium vor (da sie Dagoberts Glückskreuzer besitzt), wobei die gealterten Neffen in der Führungsetage sitzen. Er trifft auf die gealterten Düsentrieb, Quack und Nicky (die Doofy geheiratet hat). Die Neffen versuchen Gundel schließlich aufzuhalten und eine Odyssee durch das alte Rom bis zu den Indianern führt Dagobert endlich wieder nach Entenhausen. Seinen Neffen verbietet er, dass sie statt Limonade Wasser verkaufen, um mehr Profit zu erlangen.                                                                    | 1. Dez. 1987         | 21. Apr. 1990                         | 51          |
| 53         | 53        | Der Silbervogel                                                  | Jungle Duck                                                     | Dagobert fliegt mit seiner Familie nach Bongo-Kongo (Republik Kongo), um eine silberne Bussardstatue zu finden. Frieda erzählt die Geschichte von Prinz Goldente. Frieda wird im Kongo von einem Erpel entführt (er ähnelt Tarzan) und stellt sich als Prinz Goldente heraus. Eingeborene mit Padaungs entführen Dagobert und die anderen. Goldente rettet sie und Dagobert bringt Goldente zurück auf den Thron in seinem Reich (England). | 2. Dez. 1987         | 14. Apr. 1990                         | 50          |
| 54         | 54        | Die Durch-Bruch-Landung                                          | Launchpad’s First Crash                                         | Auf dem Weg zu Dagoberts Kupfermine verunglückt er mit Quack. Beide erinnern sich, nachdem Quack auf seiner Mundharmonika spielt, an den ersten Flug mit Dagobert zu den Sikowitregenwälder und den versunkenen Dimantenminen. Sie gelangen zu Amazonen, die sie an eine riesige Krabbe verfüttern wollen. Die Babutas (die kleinen Männer der Amazonen) sind von den Amazonen geflohen und Dagobert findet hier die Diamanten, wobei er nur einen einzigen nach einem Vulkanausbruch retten kann, aber als Held zurückkehrt. | 3. Dez. 1987         | 19. Mai 1990                          | 55          |
| 55         | 55        | Glücks-Wechsel-Fälle                                             | Dime Enough for Luck                                            | Gustav Gans werden Dagoberts gesamte Fallen zum Geldspeicher gezeigt. Gundel Gaukelei hypnotisiert Gustav und erlangt so den Glückskreuzer Dagoberts. Von diesem Moment an haben Gustav und Dagobert nur noch Pech. Sie brechen zu Gundels Insel auf, werden jedoch von einem feuerspeihenden Hasen angegriffen und in ein Spiegellabyrinth verfrachtet. Gundels nächster Zauber misslingt und Dagobert hat wieder seinen Kreuzer und Glück. | 4. Dez. 1987         | 16. Juni 1990                         | 57          |
| 56         | 56        | Die Ente mit der eisernen Maske                                  | The Duck in the Iron Mask                                       | Dagobert fliegt mit seinen Neffen nach Montedumas (benannt nach Alexandre Dumas der Ältere), dort wird er von Kater Karlo verhaftet und erfährt, das sein alter Freund, der Graf von Montedumas, ins Gefängnis geworfen wurde und dessen Bruder den Thron besitzt. Dagoberts Freund trägt die eiserne Maske (nach Der Mann mit der eisernen Maske). Schließlich werden beide durch einen Trick von Tick, Trick und Track befreit und der Graf erhält seinen Thron zurück. | 7. Dez. 1987         | 23. Juni 1990                         | 58          |
| 57         | 57        | Der Aufgeblasene und die Bienen                                  | The Uncrashable Hindentanic                                     | Dagobert möchte es mit seinem Zeppelin, der „Hindentanic“ (aus der „Hindenburg“ und der „Titanic“), Mac Moneysac beweisen. Bei dem Flug finden sich die Schauspielerin Gloria Swanson, ihr Assistent Quax und Rockefeder (Rockefeller) sowie der Regisseur Erwin Stockente und der als Scheich verkleidete Mac Moneysack an Bord. Es kommt jedoch zu einem Absturz und die Hindentanic versinkt im Eismeer. Erwin Stockente macht hieraus einen Katastrophenfilm und Dagobert macht doch noch Profit. | 8. Dez. 1987         | 2. Juni 1990                          | 56          |
| 58         | 58        | Das Snob-Appeal-Spiel                                            | The Status Seekers                                              | Dagobert spielt mit seinen Neffen Football, wird dabei jedoch von der besseren Gesellschaft ausgelacht. Somit will er zu den Snobs gehören, wozu er jedoch, ähnlich dem Brot eines Handlungsreisenden (Anspielung auf Tod eines Handlungsreisenden), die Maske von Kutelulu besitzen muss. Die Blaublut-Panzerknacker greifen ein und Dagoberts Freunde helfen ihm. Daraufhin muss sich Dagobert zwischen den Snobs und seinen Freunden entscheiden. Natürlich entscheidet er sich für seine Freunde. | 9. Dez. 1987         | 30. Juni 1990                         | 59          |
| 59         | 59        | Der Schrecken des Universums                                     | Nothing to Fear                                                 | Die Limousine greift den Butler Johann an, Tick, Trick und Track werden erst von einer Computerspielfigur, dann von ihrer Lehrerin und schließlich von Onkel Dagobert attackiert und Dagobert von drei Geldeintreibern und seinen eigenen Neffen. Schließlich kommen sie auf den Grund, denn eine Regenwolke scheint der Ursprung zu sein, ein Zauber, der von Gundel Gaukelei kam. Diese Wolke lässt Ängste wahr werden. Doch schließlich kehrt sich der Zauber um und trifft Gundel. | 14. Dez. 1987        | 7. Juli 1990                          | 60          |
| 60         | 60        | Dr. Jekyll & Mr. McDuck                                          | Dr. Jekyll and Mr. McDuck                                       | Dagobert erwirbt neben Gustav Gans eine alte Truhe mit einem Parfum, welches ihn zu Dr. Jekyll (siehe: Der seltsame Fall des Dr. Jekyll und Mr. Hyde) werden lässt, welcher sein Geld herausschleudert. Derrick Holmes (Sherlock Holmes) verfolgt Jack, den Flipper (Jack the Ripper) und es gelingt ihnen beiden den Dieb zu fangen bzw. die Kronjuwelen zu retten. | 23. Dez. 1987        | 14. Juli 1990                         | 61          |
| 61         | 61        | Reise in die Vergangenheit                                       | Once Upon a Dime                                                | Tick, Trick und Track leihen sich Dagoberts Glückskreuzer aus. Daraufhin erklärt Dagobert wie er reich wurde, u. a. bekam er diesen Glückkreuzer als Schuhputzer bei seinen Eltern in Schottland, um sich eine Reise nach Amerika zu sichern. Bei einem Verwandten (Plattfisch McDuck) in Amerika, kam es zu einem Raddampfer-Rennen, doch Dagobert bekam nur einen halben Taler. Gold am Klondike, Ölquellen und Diamanten in Afrika (Sambia bzw. Simbabwe) machten ihn schließlich reich. | 24. Dez. 1987        | 4. Aug. 1990                          | 62          |
| 62         | 62        | Zerreißprobe für einen Helden                                    | Spies in Their Eyes                                             | Donald wird des Hochverrats beschuldigt, da er das ferngesteuerte Leitsystem von Dagoberts U-Boot gestohlen hat. Dagobert und die Kinder finden Entee Kikee, die Donald hypnotisiert hat, damit dieser das System stiehlt. Sie selbst wird vom Spion Victor hintergangen und verbündet sich daher mit Dagobert. Mit ihrer Hilfe gelangen sie wieder an die geheimen Unterlagen, die Donald schließlich jedoch zerreißt. | 25. Dez. 1987        | 12. Mai 1990                          | 54          |
| 63         | 63        | Operation Heldenonkel                                            | All Ducks on Deck                                               | Donald berichtet von seinen Heldentaten auf See vor den Kindern. Diese beschließen dann Donald zur Marine zur folgen und erkennen dessen Schwindel. Sie wollen ihn zu einem Orden führen, richten jedoch mehr Schaden an. Doch Leutnant Plover stiehlt den unsichtbaren Jet und landet auf der Katzeninsel. Dort kann Dagobert ihm und seinem Chef das Handwerk legen. | 30. Dez. 1987        | 11. Aug. 1990                         | 63          |
| 64         | 64        | Die Ducky Horror Picture Show                                    | Ducky Horror Picture Show                                       | Arnold Schwarzenfeder (Arnold Schwarzenegger) soll die Werbetrommel für Dagoberts Monsterfilm-Woche rühren. Dagobert baut ein Kongresszentrum, Graf Quackula (Graf Dracula), die Mumie, Wolf (Werwolf), Blob und Frankenstein werden die ersten Gäste. Nachdem King Kong auf den Geldspeicher lebt und die Monster gegen Dagoberts Monsterfilme protestieren, einigt sich Dagobert mit ihnen und alle rühren die Werbetrommel für seine Filme. | 31. Dez. 1987        | 18. Aug. 1990                         | 64          |
| 65         | 65        | Bis dass das Geld euch scheidet                                  | ’Til Nephews Do Us Part                                         | Dagobert hat sich in die reiche Millionara Vanderbucks verliebt, diese will jedoch nur das Geld Dagoberts und alle um ihn herum dann herausschmeißen. Dagoberts Neffen versuchen in Malaysia alles, damit Millionara sich gegen Dagobert entscheidet, schließlich erkennt er die Tricks und will Millionara sofort heiraten. Doch Dagoberts einzig wahre Liebe verhindert die Hochzeit und hat somit wie auch andere Figuren einen Cameo-Auftritt (wie Gundel Gaukelei, die Panzerknacker, Mac Moneysack und eben Glitzer Goldie). | 1. Jan. 1988         | 25. Aug. 1990                         | 65          |

## Staffel 2
Die Erstausstrahlung der zweiten Staffel war vom 24. November 1988 bis zum 26. März 1989 auf der US-amerikanischen Syndication zu sehen. Die deutschsprachige Erstausstrahlung sendete Das Erste vom 30. September 1995 bis zum 9. März 1996.
| Nr. (ges.) | Nr. (St.) | Deutscher Titel                        | Originaltitel                                              | Zusammenfassung | Erstausstrahlung USA | Deutschsprachige Erstausstrahlung (D) | Ep.-Nr. dt. |
| ---------- | --------- | -------------------------------------- | ---------------------------------------------------------- | --- | -------------------- | ------------------------------------- | ----------- |
| 66         | 1         | Das prähistorische Federvieh           | Marking Time (Time is Money, Part 1)                       | Dagobert Duck kauft eine Insel von Mac Moneysack. Er hat die westlichste Insel gekauft, da hier ein Diamantenvorkommen ist. Moneysack jedoch trennt die Insel und ein westlicherer Teil bricht ab. Dagobert gelangt in die Vergangenheit und markiert die Diamantenhöhle. Jedoch gelangt die Steinzeitente Babba mit zurück in die Gegenwart. | 24. Nov. 1988        | 6. Jan. 1996                          | 79          |
| 67         | 2         | Bubba und der Einzigartige             | The Duck Who Would Be King (Time is Money, Part 2)         | Die Ducks sind mit der Zeitmaschine nach Too-Pei gereist, das von einem Tyrannen namens Mung-Ho beherrscht wird. Dagobert und Quack geraten in Gefangenschaft und sollen in einem Topf voller Gold gekocht werden, zusammen mit der schönen Sen-Sen, die versucht hat, ihr Volk zu befreien. Im letzten Moment kommt Bubba mit Tootsie hinzu und wird vom Volk für den prophezeiten Retter, den ‚Einzigartigen‘, gehalten. Es gelingt Bubba, Dagobert an die Macht zu bringen, doch Mung-Ho ist nicht bereit, sich so einfach vom Thron stürzen zu lassen. | 24. Nov. 1988        | 13. Jan. 1996                         | 80          |
| 68         | 3         | Bubba und sein Trampeltier             | Bubba Trubba (Time is Money, Part 3)                       | Bubba macht viel Ärger in Entenhausen. Doch gerade als Dagobert sich mit Bubba vertragen will, erscheinen die Panzerknacker vor seinem Geldspeichertresor. | 24. Nov. 1988        | 20. Jan. 1996                         | 81          |
| 69         | 4         | Entenjagd                              | Ducks on the Lam (Time is Money, Part 4)                   | Die Panzerknacker melden sich bei Mac Moneysack, da sie aus dem Geldspeicher mit der Beute entkommen wollen, welchen Dagobert umstellt hat. Mac Moneysack veranlasst Karlchen dazu, dass dieser sich als Dagobert ausgibt und Dagobert bei keiner seiner Banken Geld für die Diamantenmine erhält und schließlich im Gefängnis landet. Bubba holt ihn heraus und bringt Dagobert zurück in sein Heim. Bubba wird in seine Zeit zurückgebracht. | 24. Nov. 1988        | 27. Jan. 1996                         | 82          |
| 70         | 5         | Bubba’s Keller                         | Ali Bubba’s Cave (Time is Money, Part 5)                   | Dagobert landet auf der Schnabeltierinsel, hat jedoch nur noch eine begrenzte Zeit, um Mac Moneysack die Insel mit dem Diamantenvorkommen abzuzahlen. Moneysack hat eine Mauer errichtet, wodurch Dagobert um ganze Insel muss, hierbei hilft ihm der zurückkommende Bubba, der seinen „Dagola“ wieder haben wollte. Durch einen Trick Moneysack verpasst Dagobert die Zeit und er verliert die Insel. Jedoch bricht die Insel durch enormen Wasserdruck aus und alle Diamanten verteilen sich auf der Nachbarinsel, die Dagobert gehört.                  | 24. Nov. 1988        | 3. Feb. 1996                          | 83          |
| 71         | 6         | Durchbruch gelungen – Absicht verfehlt | Liquid Assets (Super Ducktales, Part 1)                    | Dagobert muss seinen Geldspeicher wegen der neuen Super-Autobahn verlegen und muss hierzu einen Buchhalter einstellen. Fenton Crackshell, ehemalige Bohnenfabrikant, ist hartnäckig und erhält den Job. Er macht Dagoberts Geld „flüssig“ und wirft es kurzerhand in einen See. Dagobert ist außer sich, besonders als Fenton es abermals vermasselt und das ganze Vermögen direkt in den Garten von Oma Knack gespült wird. | 26. März 1989        | 10. Feb. 1996                         | 84          |
| 72         | 7         | Das eingefrorene Vermögen              | Frozen Assets (Super Ducktales, Part 2)                    | Fenton friert Dagoberts Vermögen ein und Quack transportiert es ab. Fenton hat somit das ganze Vermögen wieder beschafft, hat jedoch mit Dagoberts ersten Kreuzer Nummer eins das Telefongespräch bezahlt und gelangt an die Rüstung der „Krach-Bumm-Ente“, welche Düsentrieb als Wachschutz für Dagoberts Geldspeicher einplante. Als Krach-Bumm-Ente erlangt er den Kreuzer von den Panzerknackern zurück. | 26. März 1989        | 17. Feb. 1996                         | 85          |
| 73         | 8         | Die Krach-Bum-Ente                     | Full Metal Duck (Super Ducktales, Part 3)                  | Mithilfe des Panzerknackers Megabyte-Knack und der Bedienungsanleitung von der Krach-Bumm-Ente, kann Oma Knack die Krach-Bumm-Ente dazu bringen, dass er alles ausraubt, was sie möchte. Schließlich sogar den Geldspeicher Dagoberts. | 26. März 1989        | 24. Feb. 1996                         | 86          |
| 74         | 9         | Der Plan fällt ins Wasser              | The Billionaire Beagle Boys Club (Super Ducktales, Part 4) | Dank des Geldtresors gehört die Mutter der Panzerknacker plötzlich zur High Society von Entenhausen. Dagobert Duck verliert dagegen sein Haus und landet sogar im Gefängnis, als er behauptet, von der Lady bestohlen worden zu sein. Tick, Trick und Track können ihren Onkel mit Hilfe von Krach-Bumm-Ente, den sie wieder unter Kontrolle haben, befreien. Aus Angst, jemand könne ihr die Taler abnehmen, versenkt die Mutter der Panzerknacker den Geldtresor im Meer.                                                                                | 26. März 1989        | 2. März 1996                          | 87          |
| 75         | 10        | Es ist eben alles relativ              | Money to Burn (Super Ducktales, Part 5)                    | Der Geldtresor liegt auf dem Grunde des Ozeans und gehört damit demjenigen, der ihn als erster birgt. Das ruft nicht nur Dagobert, sondern auch eine Menge anderer Glückssucher auf den Plan. Doch ein Raumschiff kommt ihnen allen zuvor und nimmt den Tresor mit. Dagobert und die Neffen verfolgen das UFO mit einer Rakete und erleben ein Abenteuer der ‚dritten Art‘. | 26. März 1989        | 9. März 1996                          | 88          |

## Staffel 3
Die Erstausstrahlung der zweiten Staffel war vom 24. November 1988 bis zum 28. November 1990 auf der US-amerikanischen Syndication zu sehen. Die deutschsprachige Erstausstrahlung sendete Das Erste vom 30. September 1995 bis zum 27. April 1996. Die letzte  Episode sendete Super RTL am 6. April 1998.
| Nr. (ges.) | Nr. (St.) | Deutscher Titel                       | Originaltitel                         | Zusammenfassung | Erstausstrahlung USA | Deutschsprachige Erstausstrahlung (D) | Ep.-Nr. dt. |
| ---------- | --------- | ------------------------------------- | ------------------------------------- | --- | -------------------- | ------------------------------------- | ----------- |
| 76         | 1         | Kronenkorken in Trala La              | The Land of Trala La                  | Die Ärztin will, dass Dagobert eine Reise unternimmt und Abstand von seinem Geld erhält (am besten dorthin, wo es kein Geld gibt). Dies ist in Trala La (Himalaya) der Fall und sie fliegen dort in dessen Talkessel. Jedoch fällt bei dem Überfliegen ein Kronenkorken von Dagoberts Medizinflasche ins Tal, welche mithilfe Fentons zu einem Schneeballeffekt in der Bevölkerung und schließlich einer Übersättigung an Kronenkorken führt. Dagobert muss nun Quack aufhalten, da dieser immer mehr Kronenkorken über dem Tal abwirft. Diese Geschichte ist eine der wenigen, die aus der Feder von Carl Barks stammt (Der verhängnisvolle Kronkork). | 18. Sep. 1989        | 14. Okt. 1995                         | 68          |
| 77         | 2         | Wenn heut’ am Freitag Samstag wär     | Allowance Day                         | Tick, Trick und Track und wollen unbedingt den bis Freitag im Sonderangebot befindlichen Turboroller. Doch ihnen fehlen die drei Kreuzer, die Dagobert ihnen erst am Samstag als Taschengeld gibt. Sie beschließen Dagobert auszutricksen und den Tag wie Samstag aussehen zu lassen. Doch sie haben den Einfluss Dagoberts unterschätzt, der auf einer Fernsehkonferenz den Freitag als Samstag deklariert. Ganz Entenhausen geht nun von Samstag aus (sowohl in der Schule, als auch der Laden mit dem Turboroller). Es geht so weit, dass selbst auf der Bananeninsel der Kauf der Insel bei Fenton von General Chiquito (Chiquita) zu platzen droht. Erst als die Kinder die für Freitag zu erwartende Sonnenfinsternis dem General zeigen, weiß die Welt, dass Freitag ist und Dagobert unterzeichnet den Vertrag rechtzeitig. | 19. Sep. 1989        | 16. März 1996                         | 89          |
| 78         | 3         | Rock’n Roll und Julia                 | Bubbeo & Juliet                       | Bubba hat sich in Julia aus der Schule verliebt, weiß jedoch nicht wie er es ihr gestehen kann, zumal er sich auch sehr ungeschickt anstellt. Dagobert kann nicht einmal seine Sauer-scharf-Suppe essen, denn die Nachbarn machen ihm das Leben zur Hölle. Es kommt regelrecht zu einem sich aufschaukelnden Streit, gegen die Neumillionäre (durch einen Lottogewinn). Für Bubba ist der Streit schlimm, denn es sind zugleich Julias Eltern. Erst als alles Geld der Millionäre ausgegeben und Julia mit Bubba durchbrennt, hört der Streit auf. Die Nachbarn müssen zurück in ihre alte Wohnung, da sie alles Geld verprasst haben. Die Anspielungen an Romeo und Julia findet man in der Namensgebung sowie im Streit der Erwachsenen wieder.                                                                                   | 20. Sep. 1989        | 7. Okt. 1995                          | 67          |
| 79         | 4         | Die Kronjuwelen                       | The Good Muddahs                      | Die Panzerknacker-Babys (Cousinen der Panzerknacker) wollen die von Dagobert ausgestellten Kronjuwelen stehlen, entführen dann jedoch Nicky und fordern anfangs Lösegeld. Doch diese wollen Nicky behalten, obwohl Dagobert sogar seinen Geldspeicher opfern würde. Letztlich finden Tick, Trick und Track das Versteck und Dagobert bietet den Panzerknacker-Babys in der untersten Gehaltsstufe in seinem gestifteten Kindergarten zu arbeiten. Da gehen sie lieber zurück ins Frauengefängnis. | 21. Sep. 1989        | 23. März 1996                         | 90          |
| 80         | 5         | Hellseherin wider Willen              | My Mother the Psychic                 | Fentons Mutter erleidet einen Stromschlag und kann daraufhin die Zukunft vorhersagen. Dagobert nutzt dies und erlangt unvorstellbare Gewinne am Aktienmarkt. Jedoch stiehlt Mac Moneysack die neue Hellseherin, auf der Flucht und durch einen Kurzschluss bei der Krach-Bumm-Ente, versiegen die Kräfte wieder und sie verbringt wieder mehr Zeit mit ihrem Sohn. | 22. Sep. 1989        | 30. Sep. 1995                         | 66          |
| 81         | 6         | Liebe ist wirklich schön              | Metal Attraction                      | Daniel Düsentrieb hat einen Roboter bzw. Robotica für Dagoberts Haushalt entworfen, nachdem jedoch der Gefühlschip eingebaut wurde, hat sie nur noch Augen für die Krachbumm-Ente. Doch dieser will seiner Gandra Dee, die sich von ihm völlig überfordert fühlt, mehr gefallen. Im Eifersuchtswahn will Robotica Gandra mitsamt dem Geldspeicher vernichten. Als sich die Krachbumm-Ente davor werfen will, trifft die Rakete Robotica. | 2. Nov. 1989         | 28. Okt. 1995                         | 70          |
| 82         | 7         | Die Entdeckung der Inflation          | Dough Ray Me                          | Frieda gibt den Kindern einen Taler, damit sie verschwinden. Bei Daniel Düsentrieb stehlen sie den „Multiphonduplikator“, welcher alles, was bestrahlt verdoppelt. Kurzerhand bestrahlen sie auch ihren Taler von Frieda. Doch eine Klangwelle ein jeder Glocke verdoppelt alles noch einmal. Nachdem sie Eis gekauft haben, wird Entenhausen regelrecht von Geld überschwemmt. Es entsteht eine Inflation, so kostet eine Busfahrt 10.000 Taler. Den Panzerknackern wird das Geld geschenkt, da Daniel eine Gefahr in dem Gelde sieht. Schließlich implodiert das Geld und nur der eine Taler bleibt übrig. | 3. Nov. 1989         | 6. Apr. 1996                          | 92          |
| 83         | 8         | Dummheit als Happy End                | Bubba’s Big Brainstorm                | Bubba erhält von Daniel eine Denkkappe, wodurch er vom Neandertaler-Gehirn zu einem Genie-Gehirn wird. Hierdurch kann er Dagoberts Vermögen vermehren und die Karte der alten Tincas (Inkas) entziffern. Auf der Suche nach dem Inka Schatz müssen sie mehrere Rätsel lösen, wobei Dagobert lieber den alten Bubba haben will, der die Denkkappe zerstört und das alte Buch der Inkageschichte findet. Dies ist der wahre Schatz der Inkas. | 6. Nov. 1989         | 4. Nov. 1995                          | 71          |
| 84         | 9         | Pep muss man haben                    | The Big Flub                          | Fentons Werbung um das Produkt „Pep“ schlägt bei den Bewohnern von Entenhausen ein, doch es muss erst noch von Daniel entwickelt werden. „Pep“ wird ein Kaugummi, mit welchem man in die Luft steigen kann. Fenton wird sogar durch Ofra Federfuß (Oprah Winfrey) als das Gesicht von Pep bekannt. Karbonisiertes Helium führt zu einer unausgewogenen Homöostase und somit zu einer Nebenwirkung, nämlich das alle, die Pep aßen, nun schweben. Fenton als Krachbummente rettet alle. | 7. Nov. 1989         | 13. Apr. 1996                         | 93          |
| 85         | 10        | Ein kleiner Verdacht wär’ schon schön | A Case of Mistaken Secret Identity    | In ganz Entenhausen wird gerätselt, wer hinter der Krachbummente steckt. Tick, Trick und Track glauben es zu wissen und denken dabei an Quack. Als dieser auch noch „ausgetrockneter Ententümpel“ auf einer Festtagsrede spricht, sitzt er urplötzlich im Anzug der Krachbummente. Da Quack jedoch damit nicht umgehen kann, löst er eine Rakete aus, die prompt den Staudamm trifft und Entenhausen überflutet. Die echte Krachbummente muss nun eingreifen. Die Kinder meinen nun zu wissen wer die Krachbummente ist – Frieda. | 8. Nov. 1989         | 18. Nov. 1995                         | 73          |
| 86         | 11        | Schlaumann im Blaumann                | Blue Collar Scrooge                   | Dagobert plant seine Skateboard-Fabrik zu verkaufen. Doch durch einen Unfall mit dem neuen Skateboard der Kinder, verliert er sein Gedächtnis. Er findet sich nun selbst als Fabrikarbeiter in der Skateboard-Fabrik wieder und zettelt einen Streik der Arbeiter an, da sie zu wenig Lohn und keine Pause erhalten. Fenton empfängt Trumpcard (Anspielung an Donald Trump), der Deal platzt jedoch wegen des Streiks. Dagobert bekommt durch einen erneuten Unfall wieder das Gedächtnis und gibt den Arbeitern mehr Lohn und mehr Pausen. | 9. Nov. 1989         | 21. Okt. 1995                         | 69          |
| 87         | 12        | Kein Rock ohne Oma                    | Beaglemania                           | Die Panzerknacker gewinnen durch ihren Song eine goldene Schallplatte nach der anderen. Oma Knack, die Managerin, wird kurzerhand gefeuert, nachdem sie immer mehr Termine ansetzt. Dagobert Duck gehört die Plattenfirma und immer höher werden die Forderungen der Panzerknacker. Doch mit Oma Knacks Hilfe gelingt es die Panzerknacker wieder sie als die eigentliche Bande zu gewinnen, da ihr Erfolg abklingt. Der englische Titel „Beaglemania“ ist eine Anspielung an die Beatlemanie (Beatles). Auch nennt Johann seinen Lieblinsinterpreten: Stevie Ganter Stevie Wonder. | 10. Nov. 1989        | 11. Nov. 1995                         | 72          |
| 88         | 13        | Gewusst wie…                          | Yuppy Ducks                           | Während Dagobert wegen Geldläusen in Quarantäne sitzt, tätigen Tick, Trick und Track die Geschäfte. Doch immer mehr Verluste führen schließlich dazu, dass Dagoberts Geldspeicher sich vollständig geleert hat. Somit brechen Oma Knack und die Panzerknacker in einen leeren Geldspeicher ein. Da Kinderarbeit verboten ist, gelingt es den Kindern die Geschäfte rückgängig zu machen und den Geldspeicher wieder zu füllen. | 13. Nov. 1989        | 30. März 1996                         | 91          |
| 89         | 14        | Scheidung ohne Ehe                    | The Bride Wore Stripes                | Oma Knack gelingt es dem Richter die nicht vorhandene Ehe mit Dagobert vorzuspielen. Bei einer Scheidung verliert Dagobert somit sein halbes Vermögen an Frau Knack. Doch durch ein vorgespieltes Ertrinken im Geldspeicher verrät sich Oma Knack und sie wird verhaftet. | 14. Nov. 1989        | 25. Nov. 1995                         | 74          |
| 90         | 15        | Der Klirrfaktor                       | The Unbreakable Bin                   | Daniel Düsentrieb erfindet bruchsicheres Glas und Dagobert sowie ganz Entenhausen überziehen ihre wichtigsten Gebäude mit diesem Sicherheitsglas. Die Folge ist die Entlassung des Sicherheitspersonals, auch die Krachbummente wird nicht mehr gebraucht. Dagobert kann endlich mal verreisen. In dem fernen Quackerjicka zerbricht sein bruchsicherer Zwicker durch den dort befindlichen Vogel Jicka. Gundel Gaukeley fängt daraufhin die Vögel und landet auf dem Geldspeicher. Die Krachbummente muss eingreifen und rettet so Dagoberts Geldspeicher. Doch Tick, Trick und Track bringen ein Ei und der geschlüpfte Jicka Schrei lässt das gesamte Bruchsicherheitsglas in Entenhausen zerbersten. | 15. Nov. 1989        | 2. Dez. 1995                          | 75          |
| 91         | 16        | Das Affentheater                      | Attack of the Fifty-Foot Webby        | Nicky fühlt sich von allen übersehen, da sie so klein ist. Dagobert hat sich währenddessen auf den großen Gorilla mit dem Schwanz gemacht. Dabei trifft Nicky auf das Geheimnis, sie fällt in magisches Wasser, welches sie zu einer 20 Meter Nicky wachsen lässt. So kann sie den Gorilla mit dem Schwanz aus dem Zirkus zwar befreien, doch sie wird von ganz Entenhausen gejagt. Dagoberts Professor findet das Gegenmittel (auf Basis der Schrumpfköpfe) und Nicky sowie der Affe schrumpfen wieder. | 16. Nov. 1989        | 9. Dez. 1995                          | 76          |
| 92         | 17        | Der maskierte Enterich                | The Masked Mallard                    | Der maskierte Enterich vereitelt neuerdings die Verbrechen in Entenhausen (u. a. das Stehlen des Nope-Diamantens (Hope-Diamant)). Der Talkshow Moderator Laurenz Großschnabel zeigt der Welt die Identität des Enterichs, es ist Dagobert. Gleichzeitig zeigt er auch ein Verbrechen des maskierten Enterichs, doch Großschnabel selbst war dieser zweite Enterich, um mehr Einschaltquoten zu erhalten. Schließlich fliegt Großschnabels Verbrechen auf und er wird als Wettermoderator auf die Teufelsenteninsel (Teufelsinsel) verbannt. | 17. Nov. 1989        | 20. Apr. 1996                         | 94          |
| 93         | 18        | Amors Pfeile                          | A DuckTales Valentine (Amour or Less) | Dagobert taucht nach dem Tempel der Aphroducky (Aphrodite) und nimmt die goldenen Liebespfeile des Amors mit sich. Welche Folgen die Liebespfeile jedoch haben zeigt die ungezügelte Liebe Quacks zu einem Hai. Aphrodite will die Pfeile wieder, verliebt sich nun jedoch (durch die Pfeile) in Dagobert und dieser in sie. Vulcanus, ihr Ehemann, kommt vom Olymp und versucht sie zurückzugewinnen. Erst als Dagobert seine Neffen und Nicky verlassen und damit das wertvollste in seinem Leben zu verlieren droht, erlischt der Liebeszauber. | 11. Feb. 1990        | 6. Apr. 1998                          | 96          |

## Staffel 4
Die Erstausstrahlung der vierten Staffel war vom 10. September 1990 bis zum 28. November 1990 auf der US-amerikanischen Syndication zu sehen. Die deutschsprachige Erstausstrahlung sendete Das Erste vom 16. Dezember 1995 bis zum 27. April 1996. Die letzten vier Episoden sendete Super RTL vom 7. bis zum 10. April 1998.
| Nr. (ges.) | Nr. (St.) | Deutscher Titel           | Originaltitel                                                | Zusammenfassung | Erstausstrahlung USA | Deutschsprachige Erstausstrahlung (D) | Ep.-Nr. dt. |
| ---------- | --------- | ------------------------- | ------------------------------------------------------------ | --- | -------------------- | ------------------------------------- | ----------- |
| 94         | 1         | Papier-Blüten-Träume      | Ducky Mountain High                                          | Dagobert schnuppert an einem Briefbogen Spuren von Gold, den er an Mac Moneysack schickt und macht sich auf zu seiner Papierfabrik nahe der Ducky Mountains (Rocky Mountains). Mac Moneysack folgt ihm daraufhin und sie wollen das Gebiet mit den goldenen Tannen kaufen. Dagobert kauft das Gebiet von Glitzer Goldie ab und tauscht seines dagegen ein, Moneysack jedoch hat die Tannen bereits abgeholzt. Die Goldader jedoch verläuft auf Glitzer Goldies neuem Gebiet und sie erklärt, dass sie Dagobert mit dem goldenen Briefbogen herholen wollte. | 10. Sep. 1990        | 16. Dez. 1995                         | 77          |
| 95         | 2         | Invasion der Metallmilben | Attack of the Metal Mites                                    | Mac Moneysacs Entwickler-Team hat Milben entwickelt, die jegliches Metall fressen. Moneysac gibt sie jedoch Dijon (aus: DuckTales: Der Film – Jäger der verlorenen Lampe), der sie kurzerhand verliert. Sie vermehren sich, zerfressen die Bohnenfabrik Dagoberts und machen sich zum Geldspeicher auf. Sie fressen selbst den Anzug der Krachbumm-Ente. Wodurch sie jedoch magnetisch werden und von Fenton aus dem Geldspeicher katapultiert werden können. | 18. Sep. 1990        | 7. Apr. 1998                          | 97          |
| 96         | 3         | Einer weiß zu viel        | The Duck Who Knew Too Much                                   | Fenton gewinnt einen Skiurlaub, doch erst nachdem er eine Krankheit vortäuscht, kann er diesen antreten. Er fliegt in ein Hotel in die Schweiz, kommt jedoch einem Komplott zuvor, der es auf Dagoberts Geld abgesehen hat. Hierbei spielt die Agentin Goldfeder (nach Goldfinger) ebenso eine Rolle wie eine Gottesanbeterin-Maschine. Schließlich kann auch Dagoberts Rührstäbchen-Fabrik gerettet werden. | 26. Sep. 1990        | 23. Dez. 1995                         | 78          |
| 97         | 4         | Gerümpel-Ente greift ein  | New Gizmo-Kids on the Block (Honey, I Shrunk The Gizmo Suit) | Fentons Anzug wird von seiner Mutter zu heiß gewaschen, wodurch er schrumpft. Sie versucht einen neuen Anzug aus dem Gerümpelt zu basteln. Doch die Panzerknacker, die Dagoberts Museum überfallen, lachen nur darüber. Tick, Trick, Track und Nicky wechseln unterdessen mit dem echten Krachbummanzug und können so verhindern, dass die Mona Duck (Mona Lisa) gestohlen wird. | 5. Nov. 1990         | 8. Apr. 1998                          | 98          |
| 98         | 5         | O.K. nach Plan B          | Scrooge’s Last Adventure                                     | Beim spielen im Haus geht den Kindern Dagoberts Bodenstanduhr kaputt und sie bringen ihn zu einem „Uhren-Doktor“. Dagobert ist zeitgleich bei einer ärztlichen Untersuchung, während Fenton dieses Ergebnis erfährt (ein gewöhnliches Hühnerauge), erfährt Dagobert das des „Uhren-Doktors“: „Der alte Ticker wird es nicht mehr lange machen“. Dagobert zutiefst betrübt, will sein Geld in Sicherheit bringen, wobei Fenton es transferiert und prompt geht es im PC verloren. Dagobert wird er zu einer Computerspielfigur mit Daniels Hilfe auf Diskette gebrannt, sitzt als Quackman (Pacman) in einer Falle und siegt schließlich gegen einen Computervirus und findet somit sein Geld wieder. | 17. Nov. 1990        | 27. Apr. 1996                         | 95          |
| 99         | 6         | Die goldene Gans (Teil 1) | The Golden Goose (Part 1)                                    | Dagobert trifft auf den Dieb Dijon (aus: DuckTales: Der Film – Jäger der verlorenen Lampe), doch dieser flüchtet in einen Tempel, wo er die goldene Gans findet. Diese Gans kann mithilfe des Zauberwortes „Gold“, alles, was es berührt in Gold verwandeln (siehe: Midas). Mac Moneysack befehligt die Panzerknacker die Gans zu stehlen, wobei diese Tick, Trick und Track in Gold verwandeln. | 27. Nov. 1990        | 9. Apr. 1998                          | 99          |
| 100        | 7         | Die goldene Gans (Teil 2) | The Golden Goose (Part 2)                                    | Während Dagobert mit Mac Moneysack um die goldene Gans kämpft, transformiert sie sich und verwandelt nun alles selbstständig in Gold, u. a. Mac Moneysack und Bewohner von Entenhausen. Die zweite Transformation führt dazu, dass Entenhausen und dann die ganze Welt zu vergolden droht. Dijon, Quack und Dagobert gelangen zum Tempel, werden jedoch einer nach dem anderen vergoldet. Die Gans fliegt selbst auf den Brunnen und alles verwandelt sich zurück. Dagobert ist seine Familie nun viel mehr wert, als alles Gold der Welt. | 28. Nov. 1990        | 10. Apr. 1998                         | 100         |

## Trivia
Das Hotword für den Krachbumm-Anzug heißt lediglich „Ententümpel“ - in der Folge S2E8 (Die Krach-Bum-Ente) kann man erkennen, dass Daniel Düsentrieb dies programmiert. Zu hören ist jedoch stets, dass Fenton „Ausgetrockneter Ententümpel“ ausspricht. Dies führt zu einem Logikfehler, welcher sich in einer ganzen Episode durchzieht: In der Folge „Gerümpel-Ente greift ein“ (S2E32) gelingt es u. a. Tick, Trick und Track den Anzug anzulegen, indem sie lediglich „AUS  […]“ (Anfang von AUSgetrockneter Ententümpel) sagen. Faktisch gesehen dürfte es jedoch nicht passieren, dass bei der Silbe „AUS“ der Krachbumm-Anzug angezogen werden kann, da der Teilausdruck „ausgetrockneter“ niemals von Daniel Düsentrieb programmiert wurde.
Die Episode „Quack zieht in den Krieg“ Staffel 1E27 wird nicht ausgestrahlt.
Die Episode „Mein Gott Donald“ Staffel 1E7 wird ebenfalls nicht ausgestrahlt und ist bei Disney+ nicht enthalten.